# Política contenciosa
Política contenciosa es el uso de técnicas disruptivas para generar cambios en políticas de gobierno o introducir nuevos elementos en las agendas públicas. Ejemplos de estas técnicas son acciones como manifestaciones, huelgas, motines, actos de desobediencia civil, e incluso revoluciones o insurrecciones. 
Los movimientos sociales a menudo se involucran en formas de política contenciosa. El concepto se distingue de otros actos cotidianos de resistencia explorados por James C. Scott, formas de contención empleadas por completo dentro de su configuración institucional, tales como las elecciones o los deportes. El sociólogo histórico Charles Tilly define la política contenciosa como "interacciones en las que los actores hacen afirmaciones en nombre de un interés común, y los gobiernos aparecen como objetivos, iniciadores de reclamos, o terceras partes". La política contenciosa ha existido siempre, pero su forma varía con el tiempo y espacio. Tilly argumenta que la naturaleza de la política contenciosa ha cambiado drásticamente con el nacimiento de los movimientos sociales en el siglo XVIII en Europa.
El concepto de política contenciosa se desarrolló a lo largo de la década de 1990 y en el siglo XXI, por destacados académicos de los Estados Unidos: Sidney Tarrow, Charles Tilly y Doug McAdam. Hasta su desarrollo, el estudio de la política contenciosa se dividía entre un número de tradiciones, cada una de los cuales se preocupada en la descripción y explicación de diferentes tipos de fenómenos políticos contenciosos, especialmente movimientos sociales, huelgas y revoluciones. Uno de los objetivos principales de estos autores fue avanzar en la explicación de estos fenómenos y otros formas políticas bajo un mismo programa de investigación. Sigue existiendo, sin embargo, una importante pluralidad de agendas por fuera de esta propuesta.[cita requerida]